# Papierkartell
Der Begriff Papierkartell bezeichnet verschiedene historische Kartelle in der Papierindustrie.

## Österreichische Papierverkaufsgesellschaft
Nach dem Zweiten Weltkrieg wurde in Österreich mit der Österreichischen Papierverkaufsgesellschaft m.b.H. (ÖPA) mit Zustimmung der Alliierten und dem Handelsministerium ein legales Papierkartell gebildet. Aufgabe des Kartells war die Verteilung des knappen Papiers auf dem Gebiet Österreichs. Rechtsgrundlage war das Gesetz vom 29. August 1945 über die Lenkung des Papierverbrauchs für Druckzwecke (Papierverbrauchs-Lenkungsgesetz) welches zuerst nur in der sowjetisch besetzten Zone in Kraft trat, mit Runderlass des Innenministeriums vom 10. Oktober 1946. Im April 1946 meldeten 144 Verlage Papierbedarf an; verteilt werden konnten in Wien, Niederösterreich und das Burgenland 200 Tonnen Papier. Im August stieg die Zahl der Verleger die Bedarf anmeldeten auf 210, die Menge an Papier sank zugleich auf 120 Tonnen, im September 170 Tonnen. In den letzten drei Monaten des Jahres konnte kein Papier mehr zur Verfügung gestellt werden. In Westösterreich war der Bezug von Papier leichter. Anfang 1948 wurde die Papierbewirtschaftung in Österreich aufgehoben, das Kartell der ÖPA blieb bestehen.

## Selbstdurchschreibepapier
Von Mai 1995 bis April 2000 bestand ein Kartell für Bilderdruck, Offset- und Selbstdurchschreibepapier. Am 20. Dezember 2001 verhängte die Europäische Kommission gegen zehn Unternehmen wegen Bildung eines verbotenen Preis- und Gebietskartells eine Strafe von insgesamt 313,7 Mio. Euro. Dies war zu dem Zeitpunkt das zweithöchste je von der EU verhängte Bußgeld. Sappi Ltd war auch an dem Kartell beteiligt, wurde aber auf Grund seiner Mitarbeit bei der Aufklärung von der Verurteilung ausgenommen. Der Europäische Gerichtshof bestätigte in erster Instanz die Strafen im Wesentlichen, zwei Geldbußen wurden reduziert.
Die Strafen betrugen nach dem Urteil im Einzelnen:
- Arjo Wiggins Appleton: 141 Mio. Euro,
- Koehler: 33,1 Mio. Euro,
- Zanders: 29,8 Mio. Euro,
- Bolloré: 22,7 Mio. Euro,
- Mitsubishi HiTec Paper Bielefeld: 21,2 Mio. Euro,
- Torraspapel: 14,1 Mio. Euro,
- Mougeot: 3,6 Mio. Euro,
- Divipa: 1,7 Mio. Euro,
- Zicuñaga: 1,3 Mio. Euro.
- Carrs Paper Ltd hatte zwischenzeitlich Konkurs angemeldet.[5]

## Dekorpapier
Von August 2005 bis Ende 2007 bestand das Preiskartell für Dekorpapier. Beteiligt waren die Felix Schoeller Holding, Munksjö Paper und Arjo Wiggins, Tochtergesellschaften der größten Hersteller von Dekorpapier in Europa. Das Bundeskartellamt verhängte eine Geldstrafe von insgesamt 62 Millionen Euro. Die Unternehmen akzeptierten die Geldstrafen.